# Bora-Bora (Polynésie française)
Pour les articles homonymes, voir Bora-Bora (homonymie).
Bora-Bora est une commune de la Polynésie française dans les îles Sous-le-Vent, faisant partie de l'archipel de la Société. Le chef-lieu de cette dernière est Bora-Bora.

## Toponymie

Carte topographique de la commune de Bora-Bora.

Le Code officiel géographique (COG) graphie le nom de cette commune avec un trait d'union (Bora-Bora).

## Démographie

### Histoire
L'évolution du nombre d'habitants est connue à travers les recensements de la population effectués dans la commune depuis 1971. À partir de 2006, les populations légales des communes sont publiées annuellement par l'Insee, mais la loi relative à la démocratie de proximité du 27 février 2002, dans ses articles consacrés au recensement de la population, instaure des recensements de la population tous les cinq ans en Nouvelle-Calédonie, en Polynésie française, à Mayotte et dans les îles Wallis-et-Futuna, ce qui n'est pas le cas auparavant.

### Variations de population
Pour la commune, le premier recensement exhaustif entrant dans le cadre du nouveau dispositif est réalisé en 2002, les précédents recensements ont lieu en 1996, 1988, 1983, 1977 et 1971.
En 2017, la commune compte 10 549 habitants, en augmentation de 9,77 % par rapport à 2012.
| 1971  | 1977  | 1983  | 1988  | 1996  | 2002  | 2007  | 2012  | 2017   |
| ----- | ----- | ----- | ----- | ----- | ----- | ----- | ----- | ------ |
| 2 215 | 2 572 | 3 238 | 4 225 | 5 767 | 7 395 | 8 927 | 9 610 | 10 549 |

| 2022   | - | - | - | - | - | - | - | - |
| ------ | - | - | - | - | - | - | - | - |
| 10 758 | - | - | - | - | - | - | - | - |

## Administration

### Commune de Bora-Bora
Celle-ci est composée d'une île, Bora-Bora, et d'un atoll inhabité, Tupai. 
Elle comprend trois communes associées : 
- Nunue (avec l'atoll inhabité de Tupai) : 5 614 habitants (en 2017)
- Faanui: 2 962 habitants (en 2017)
- Anau : 1 973 habitants (en 2017)

En 2017 on y recensait 10 549 habitants. Son chef-lieu est Vaitape, dans la commune associée de Nunue.

### Liste des maires
| Période | Période  | Identité          | Étiquette         | Qualité                                                      |
| ------- | -------- | ----------------- | ----------------- | ------------------------------------------------------------ |
| 1972    | 1989     | Taratua Teriirere | Here ai'a         | Membre de l'Assemblée territoriale (1967 → 1996)             |
| 1989    | En cours | Gaston Tong Sang  | Tapura huiraatira | Ingénieur Président de l'Assemblée de la Polynésie française |

## Lieux et monuments
- Église Saint-Pierre-Célestin de Vaitape.

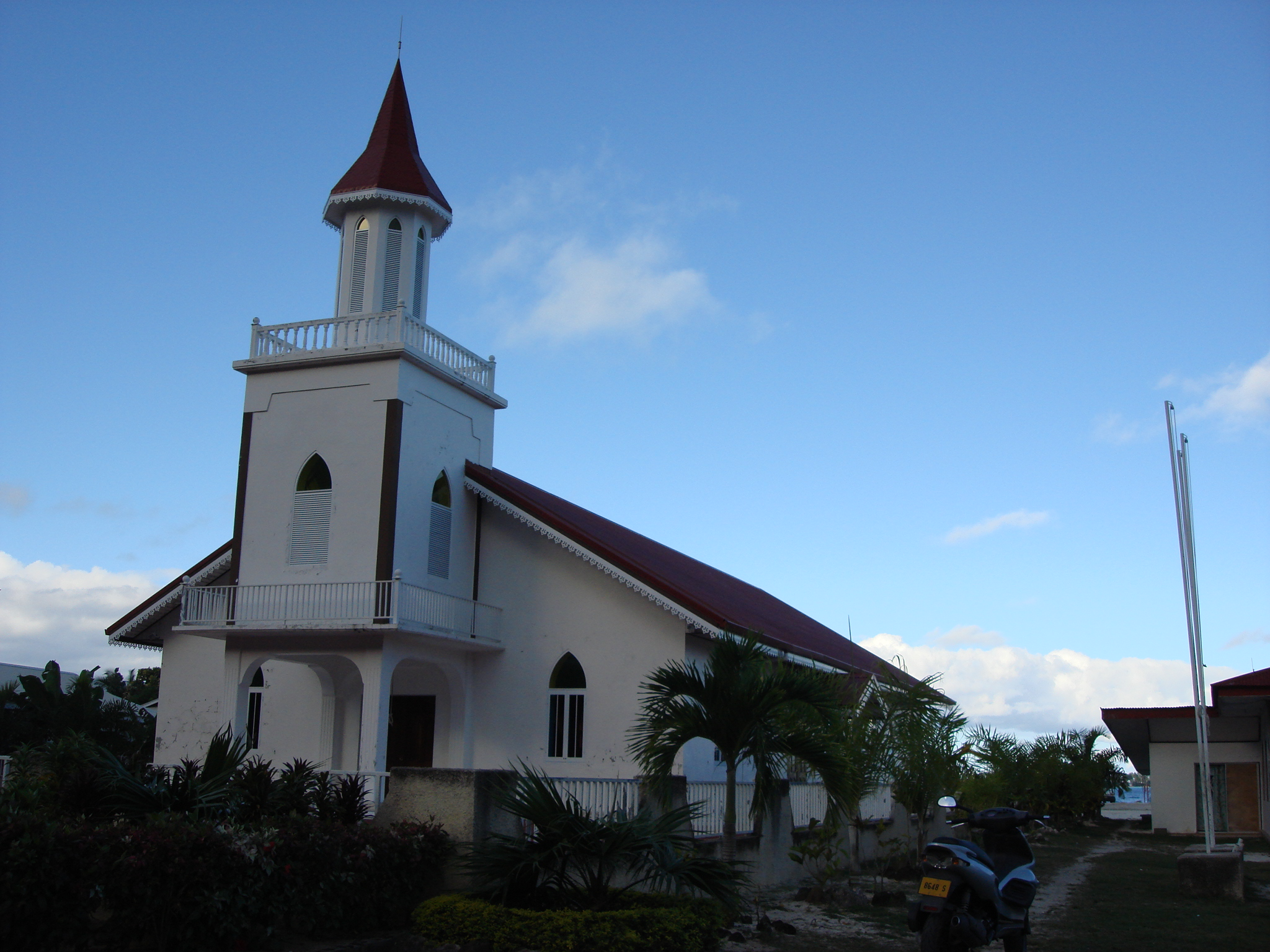
Église évangélique de Vaitape.

- Église évangélique de Vaitape.